# Gossos i xacals

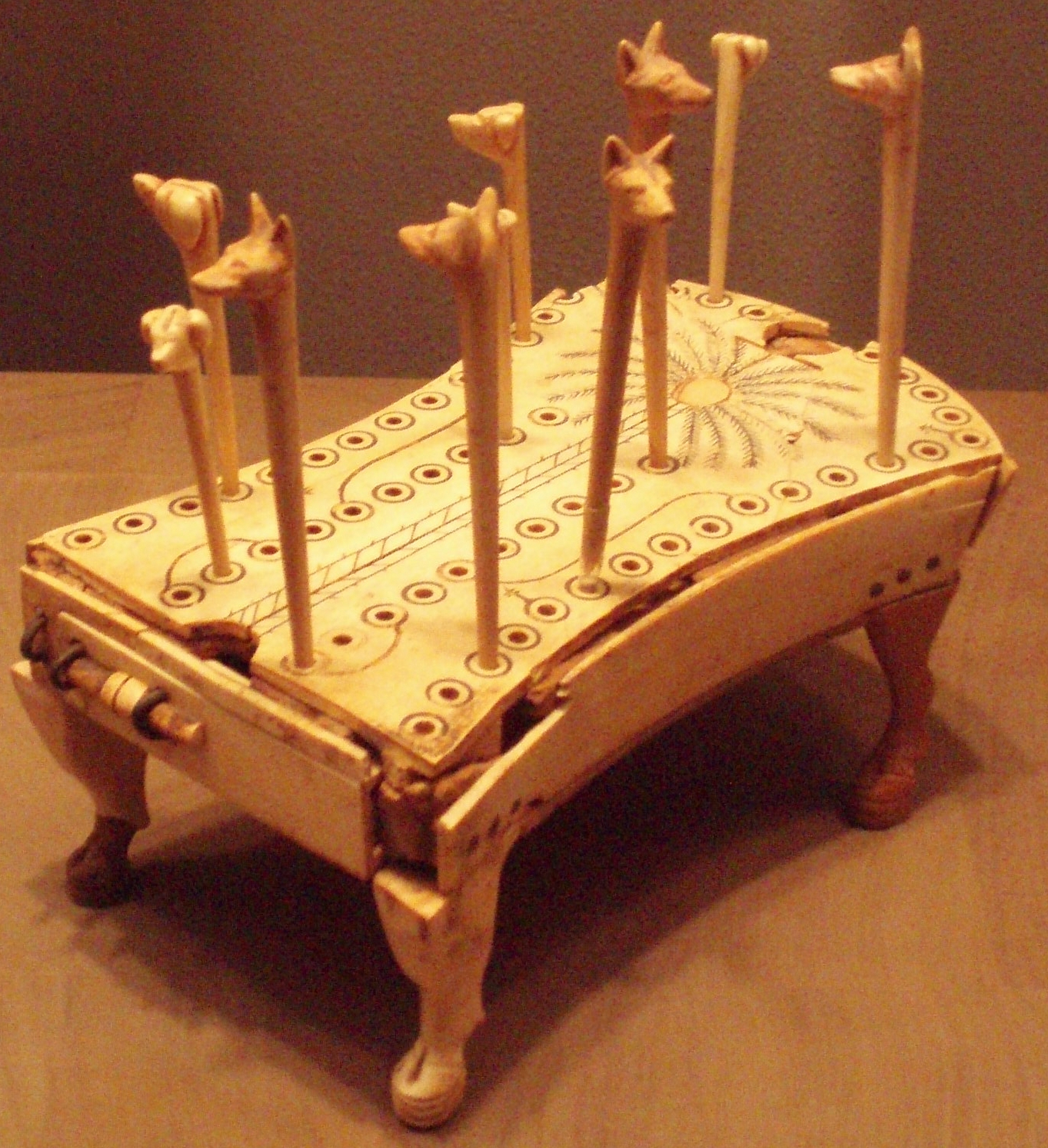
Joc d'ivori i eben del 1814–1805 aC (regnat d'Amenemhat IV). Joc trobat a la tomba de Reniseneb, la TT25, a Al-Assassif (din. XII) el 1910 (Carter-Carnarvon). Avui al MET.

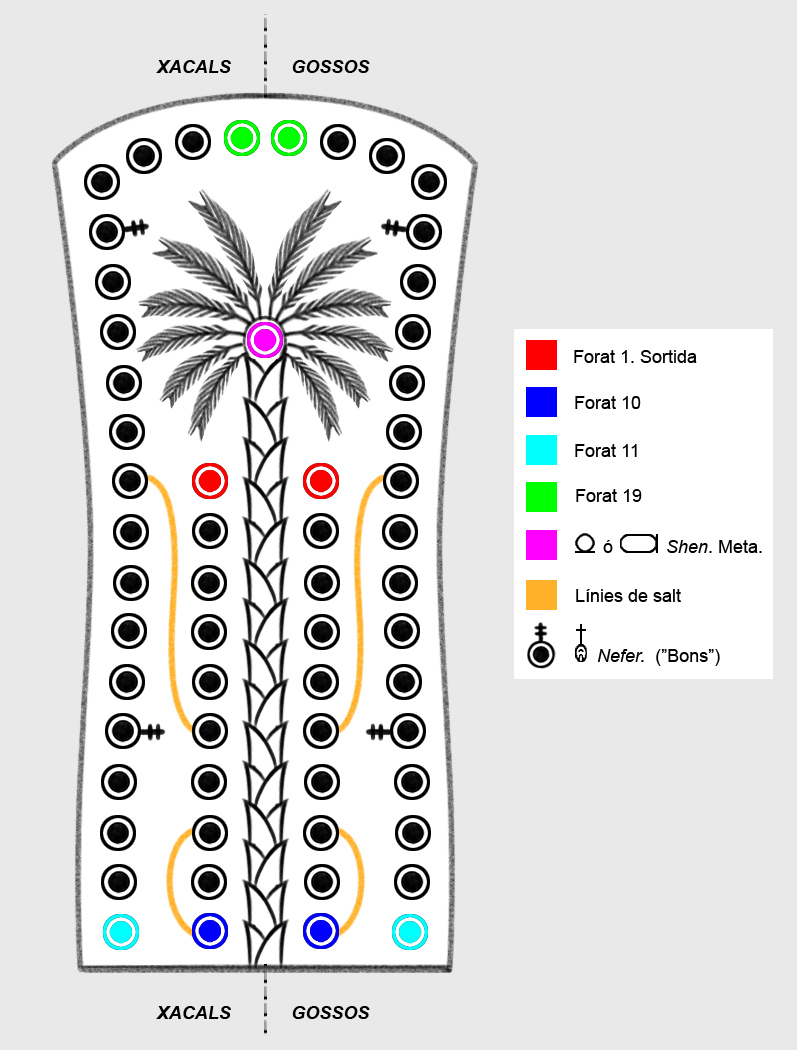
Gossos i Xacals - Esquema del tauler de joc

Gossos i xacals és el nom modern d'un joc de l'antic Egipte. El nom original egipci es desconeix, tot i que era un joc popular tant a Egipte com al Pròxim Orient, ja que no s'ha trobat cap menció per escrit. També se l'anomena joc de la palmera i pertany a la família de jocs anomenats jocs dels 30 punts i jocs dels 58 forats. El nom de gossos i xacals prové del disseny de les fitxes del joc: dos grups de cinc bastonets cilíndrics cadascun, uns acabats amb caps de gos i els altres acabats amb caps de xacal. El nom de joc de la palmera prové de la palmera que apareix representada al centre del tauler.

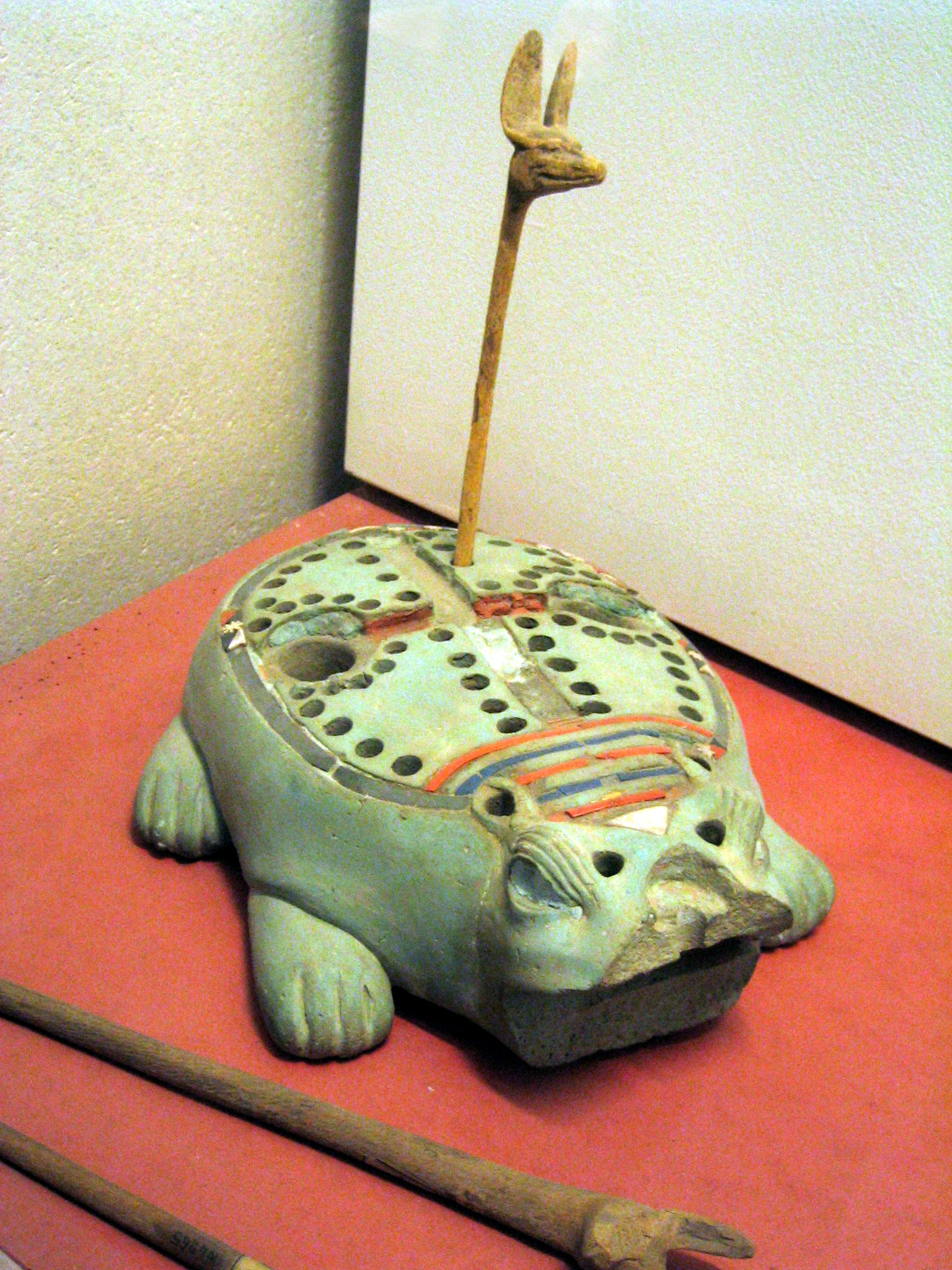
Tauler de gossos i xacals de faiança, en forma d'hipopòtam. Període tardà (525-332 aC). Col·lecció Henry Salt. Museu del Louvre.

El joc apareix a Egipte als voltants del 2000 aC, durant l'Imperi Mitjà, tot i que podria ser més antic, del 2200 aC (finals del Primer Període Intermedi) o més.

## Descripció i regles
| Resultat | Valor |
| -------- | ----- |
|          | 3     |
|          | 2     |
|          | 1     |
|          | 6     |

| «               | Presuming the 'Shen' sign ... to be the goal, we find on either side twenty-nine holes, or including the goal, thirty aside. Among these holes, on either side, two are marked ..nefer, 'good;' and four others are linked together by curved lines.. Assuming that the holes marked 'good' incur a gain, it would appear that the others, connected by lines, incur a loss.. Now the moves themselves could easily have been denoted by the chance cast of knuckle-bones or dice....and if so we have before us a simple, but exciting, game of chance. ("Si assumim que el símbol Shen ... és la meta, trobem a cada costat vint-i-nou forats, o amb la meta inclosa, trenta. Entre aquests forats, a cada costat, dos estan assenyalats com ..nefer, bo (bell); i quatre més estan enllaçats amb línies corvades.. Si pressuposem que els forats bons representen un guany, significara que els altres, connectat per línies, representen una pèrdua.. Pel que fa als moviments podrien venir donats pel tir d'atzar d'unes tabes o uns daus... i si és així tenim un joc d'atzar simple, però emocionant. ") | » |
| — Howard Carter | |   |

Els taulers que s'han trobat fins ara tenen dues fileres simètriques de 29 forats (o caselles) on es col·locaven les peces. Cadascuna d'aquestes fileres se subdividia habitualment en dues fileres de 19 (exterior) i 10 forats (interior) respectivament. Existia un 30è forat que compartien les dues fileres ("Shen", el cartutx, fi del circuit). Dos grans forats als costats devien servir per a guardar-hi les fitxes, unes tabes (veg. joc dels ossets) o potser daus. Alguns dels taulers que s'han trobat contenen un calaixet intern per a guardar-hi les fitxes (com en el cas del Senet).
Els jugadors es reparteixen les fitxes, els bastonets cilíndrics amb caps de cànid, un obté els cinc bastonets dels gossos i l'altre els cinc dels xacals. Els xacals juguen a la banda esquerra del tauler i els gossos a la dreta. Segons algunes fonts, s'empren tres bastonets plans per jugador, cadascun amb una cara blanca i llisa i una altra de color o decorada, que fan la funció de daus, es llencen i el resultat es suma (vegeu esquema), en les recreacions modernes del joc sovint es fan servir monedes (cara o creu) per a simular els bastonets plans. El joc es juga per torns, es comença al primer forat i es decideix qui l'inicia segons qui treu la millor tirada dels bastonets plans. El jugador està obligat a moure alguna de les fitxes durant el seu torn, a no ser que li sigui impossible, aleshores perd el torn. Només es pot posar una fitxa en una única casella o forat, mai dues o més fitxes. El recorregut pel tauler segueix aquest ordre: es comença al forat més interior de la filera interior (forat 1, en vermell a l'esquema), s'avança en direcció al forat més exterior de la filera interior (forat 10, en blau marí a l'esquema), a tocar de les "arrels de la palmera", es continua des del primer forat exterior, situat immediatament al costat del forat 10 (forat 11, blau cel) i s'inverteix la direcció, ja que ara s'avança cap a la "copa de la palmera", en direcció al forat 19 (en verd a l'esquema). El forat "Shen" pot estar situat prop del centre del tauler o bé entre els forats 19 (verds) de les dues fileres externes. Dos jocs de línies (un a cada banda) uneixen dues caselles, una línia uneix les caselles 6 i 20, i una altra les caselles 8 i 10. Les caselles (o forats) 15 i 25 estan marcades amb el símbol que representa el jeroglífic "nefer".

### Caselles especials i línies de salt[7]
Es creu que les línies de salt (entre els forats 6 i 20, i 8 i 10) servien per a avançar i retrocedir entre caselles, com les escales en el joc de les serps i escales i les caselles de les oques del joc de l'oca. Si es queia en el forat número 6, s'avançava automàticament cap al forat número 20 i a la inversa, i igual passava amb els forats 8 i 10.
Les caselles "nefer" (forats 15 i 25) servien per a repetir el torn. Si es queia en alguna d'aquestes caselles, el jugador podia tornar a llençar els bastonets plans i moure alguna de les seves fitxes.
Existeixen dues variants del final del joc, en la primera no es té en compte el forat "Shen" (el 30è): Les caselles finals (25, 26, 27, 28 i 29) representaven el final del joc i els jugadors havien d'aconseguir col·locar totes les seves fitxes repartides entre aquestes caselles, no necessàriament per ordre, per a poder guanyar. En la segona variant no es té en compte l'obligació de col·locar totes les fitxes en les últimes caselles, els jugadors han d'aconseguir fer arribar totes les peces, una per una, a la meta ("Shen"), el primer que hi arriba aconsegueix un torn doble, en canvi, l'altre jugador ha de moure la fitxa més avançada a la casella de sortida i tornar a començar. En totes dues variants es demana un nombre exacte de punts per a fer arribar les fitxes a l'última (o últimes) caselles, sinó els jugadors perden el torn.

## En la cultura popular
El joc de gossos i xacals apareix a la pel·lícula Els deu manaments en una escena on Nefertari (Anne Baxter) juga a gossos i xacals amb Seti I (Cedric Hardwicke).